# Сафіта (район)
Сафіта (араб. منطقة صافيتا‎‎) — район (мінтака) у Сирії, входить до складу провінції Тартус. Адміністративний центр — м. Сафіта.
Адміністративно поділяється на 6 нохій:
- Сафіта-Центр
- Машта-аль-Халю
- Аль-Баркія
- Саба
- Ас-Сіснія
- Рас-ель-Хашуфа

| Сирія | Це незавершена стаття з географії Сирії. Ви можете допомогти проєкту, виправивши або дописавши її. |